# 阿尔比主教座堂

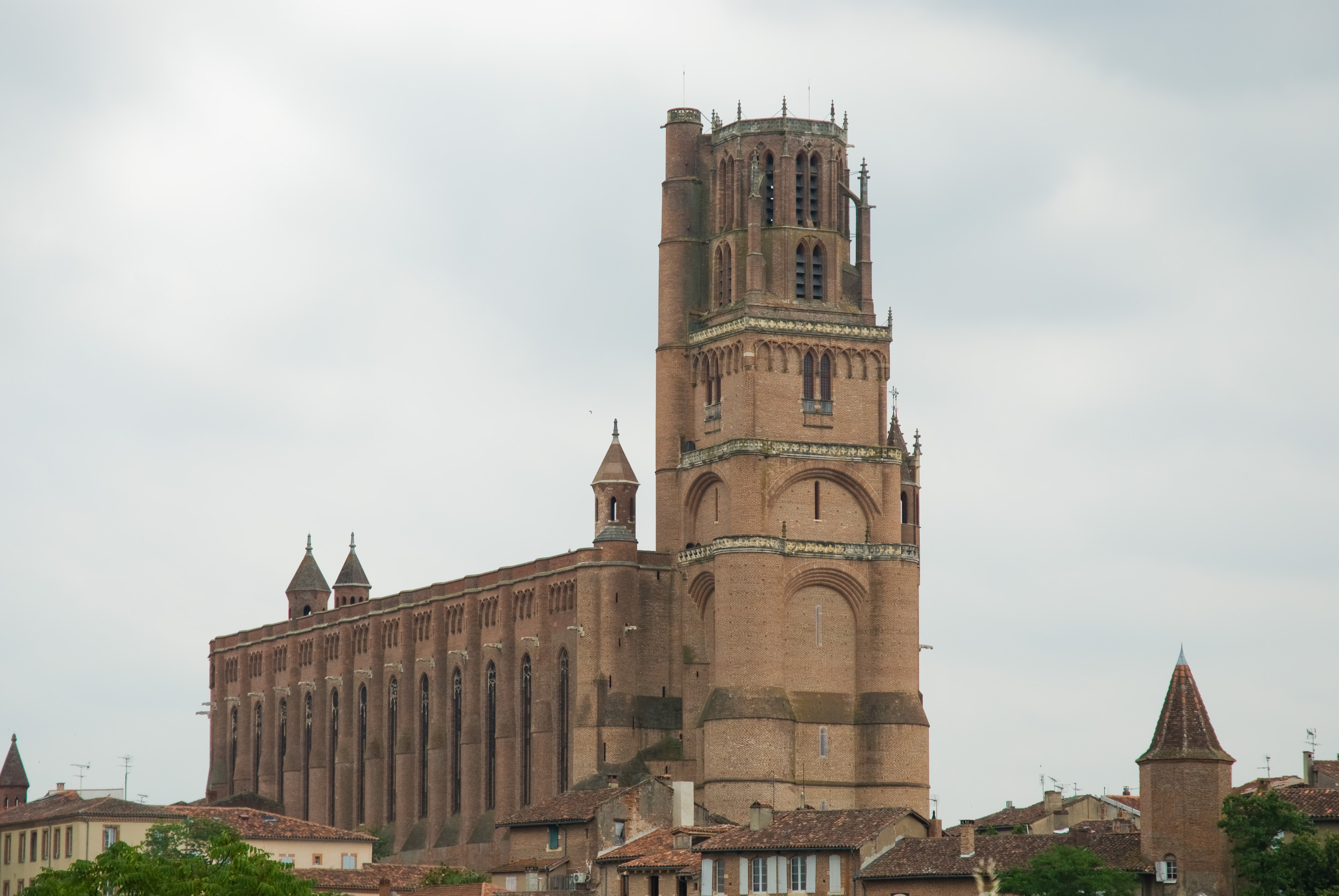
阿尔比主教座堂

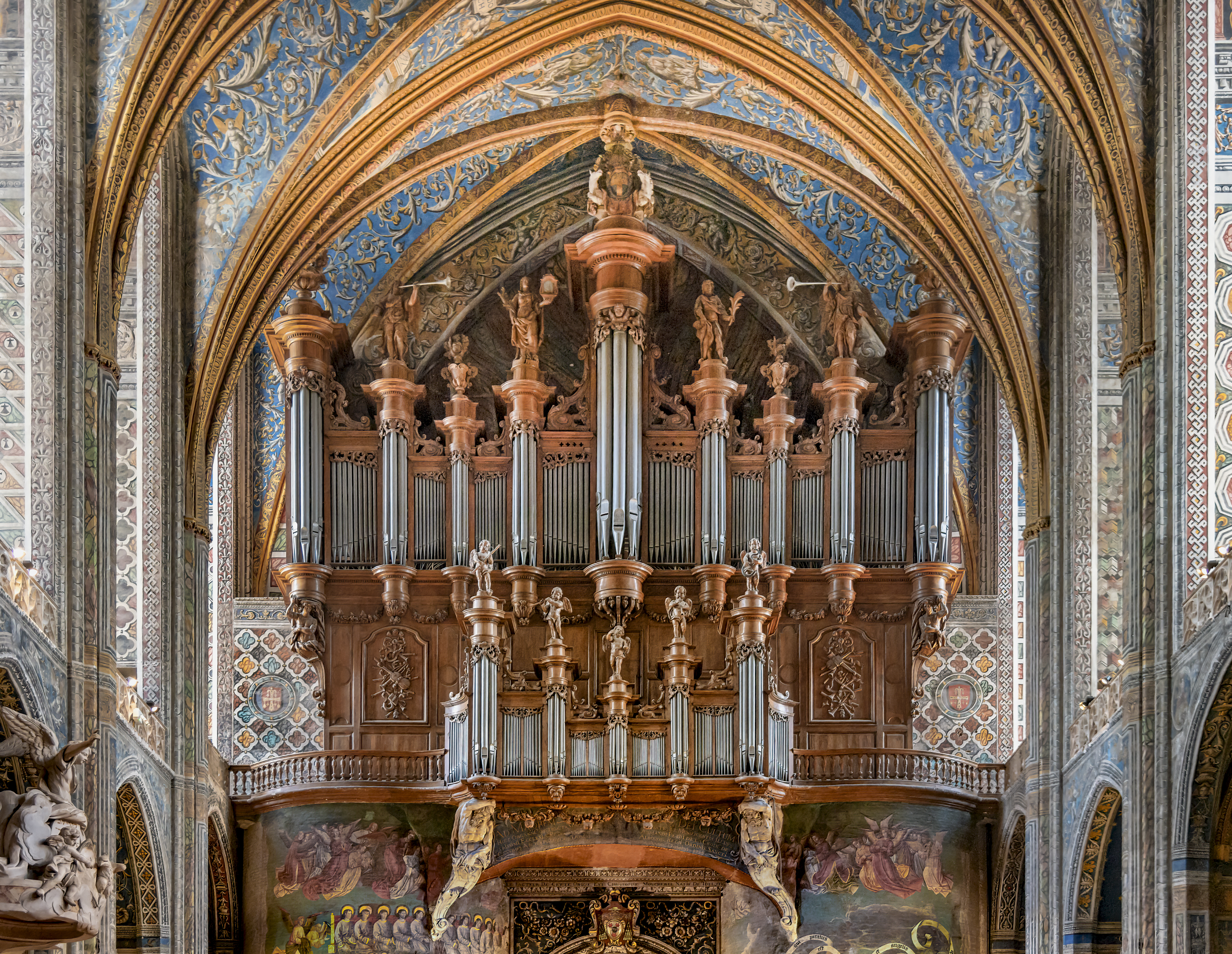
管风琴

阿尔比主教座堂（法语：Cathédrale Sainte-Cécile d'Albi）是法国南部城市阿尔比最重要的宗教建筑，天主教阿尔比总教区的主教座堂。最初建于4世纪，666年被大火摧毁，920年恢复。13世纪改建为石砌教堂，外观为南法哥特式，也称为图卢兹式 建于1282年至1480年，当时卡特里派被“阿尔比十字军”镇压，造成巨大的生命损失。屠杀之后，阿尔比主教座堂堡垒般的外观，表现天主教信仰的权力和权威。

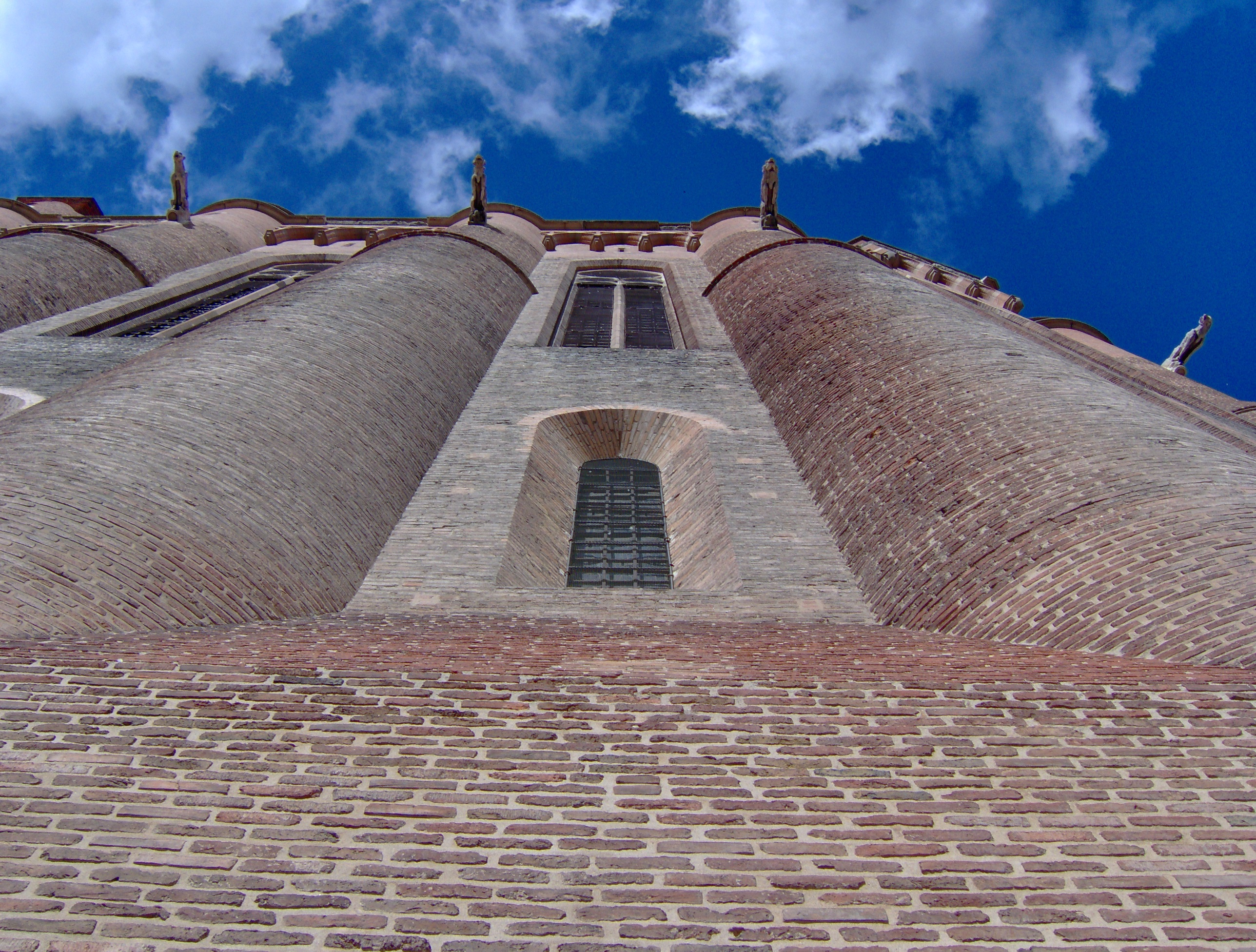

管风琴是18世纪的艺术品。